# Bela, potok pri Vrhpolju
Bela je hudourniški potok, ki teče skozi vas Vrhpolje na robu Vipavske doline in na prodnatem Vipavskem polju ponikne. Hudourniški značaj Bela pokaže ob močnem deževju.
Vodno moč so še nedavno uporabljali za zagon mlinov in žage. Pri Lemutovih ali po domače pri Tekcovih je deloval mlin, stope in kovačija. Mlin so imeli tudi Uršičevi, po domače Malnerjevi, veliko žago pa Severjevi ali Parkljevi.
Vodovje Bele je za Vipavsko dolino ustvarilo nenavadno, globoko sotesko, ki se pri Sanaboru razširi, nato pa stisne v divjo tesen s koriti in slapovi vse do Tekčevega mlina nad Vrhpoljem, kjer se soteska konča. Najbolj divji del soteske se začne pod cerkvijo svetega Danijela v Sanaboru. Soteska ima gladko zbrušene stene, številne brzice, tolmuni in ponekod zelo ozka korita. Zanimivi so tolmuni, nekateri tudi precej globoki, med katerimi pada voda v skočnikih, visokih tudi do 3 metre. Tolmuni so priljubljena kopališča. Gosta senca in čista, topla voda nudita obiskovalcem prijetno osvežitev v poletni pripeki.

## Plezalni šport v soteski
Strme previsne stene med Belo, Vrhpoljem in Zavetniki so priljubljene med ljubitelji prostega plezanja. Plezalne smeri so vseh težavnostnih stopenj v višini od 5 do 20 metrov.

## Lokacija
Najdi.si

## Vir
- Materiali TIC Vipava, zanj pripravila Ana Kobal